# Miltochrista obsoleta
Miltochrista obsoleta är en fjärilsart som beskrevs av Gottfried Christian Reich 1937. Miltochrista obsoleta ingår i släktet Miltochrista och familjen björnspinnare. Inga underarter finns listade i Catalogue of Life.